# 나이트 너스
나이트 너스(Night Nurse)는 1970년대 초 마블 코믹스에서 발행한 만화책 시리즈이다. 이 시리즈의 세 중심 캐릭터 중 한 명인 린다 카터는 이전에 1961년에 발행된 마블의 이전 시리즈인 린다 카터, 스튜던트 너스의 주인공이었다. 다른 중심 캐릭터로는 조지아 젱킨스와 크리스틴 팔머가 있었다. 린다 카터와 크리스틴 팔머 모두 나중에 더 큰 616 마블 유니버스 만화에 명시적으로 통합된다.
카터는 나중에 나이트 너스라는 이름을 스스로 채택했으며, 이 모습으로 2004년 5월 데어데블 #58에 처음 등장하여 부상당한 슈퍼히어로들을 돕는 의료 전문가로 활동했다.
브라이언 K. 본이 쓰고 마르코스 마르틴이 그린 2007년 5부작 한정 시리즈인 《닥터 스트레인지: 서약》은 린다 카터가 나이트 너스로서 닥터 스트레인지와 함께 공동 주연을 맡았다.
크리스틴 팔머는 마블 시네마틱 유니버스 영화인 닥터 스트레인지 (2016년 영화)(2016)와 닥터 스트레인지: 대혼돈의 멀티버스(2022)에 출연했으며, 레이첼 맥아담스가 연기했다. 또한 맥아담스는 디즈니+ 애니메이션 시리즈인 왓 이프...?(2021)에서 대체 시간선 버전의 캐릭터 목소리를 연기했다.
린다 카터와 그녀의 나이트 너스로서의 슈퍼히어로 의료 전문가 역할은 나중에 클레어 템플 (마블 시네마틱 유니버스)(로사리오 도슨이 연기) 캐릭터에 합쳐져 마블 시네마틱 유니버스에 설정된 클레어 템플 만화 캐릭터와 린다 카터("나이트 너스")의 조합으로 마블의 넷플릭스 텔레비전 시리즈에 등장했다.

## 출판 역사
나이트 너스는 4호까지 발행된 마블 코믹스 타이틀이다 (표지 날짜는 1972년 11월 ~ 1973년 5월). 이 의학 드라마/로맨스 시리즈는 뉴욕의 가상의 메트로폴리탄 종합 병원에서 야간 근무를 하는 세 명의 여성 룸메이트인 린다 카터, 조지아 젱킨스, 크리스틴 팔머의 모험에 초점을 맞췄다.
나이트 너스는 당시 마블 코믹스의 여성 독자를 대상으로 한 세 타이틀 중 하나로, 더 클로스 오브 더 캣과 섀나 더 시-데블과 함께 발행되었다. 마블의 작가 겸 편집자 로이 토머스는 2007년에 편집장 스탠 리가 "세 권 모두에 대한 아이디어와 이름을 가지고 있었다고 생각한다. 그는 소녀들에게 특별히 어필할 수 있는 책을 만들고 싶어했다. 우리는 항상 우리의 프랜차이즈를 확장할 방법을 찾고 있었다. 내 생각은... 여성들이 그 책을 쓰도록 시도하는 것이었다"라고 회고했다.
이 시리즈는 당시 로이 토머스와 결혼했던 작가 진 토머스와 윈 모티머가 그렸다. 당시 마블의 다른 작품들과는 달리 이 이야기들은 슈퍼히어로 또는 환상적인 요소가 전혀 없다. 그러나 밤 간호사들은 표지에 "위험, 드라마, 죽음의 세계로... 나이트 너스"라고 적혀 있듯이 폭탄 음모를 좌절시키고 무능한 외과 의사를 폭로하며 마피아 암살자들과 대치하는 과정에서 이러한 요소들을 경험한다. 마지막 호인 나이트 너스 #4는 메트로 종합 병원과 뉴욕을 떠나 크리스틴이 불길한 저택, 먼지 쌓인 비밀 통로, 신비한 불빛으로 가득 찬 고딕 모험에 휘말리는 내용을 담고 있다.
2010년 인터뷰에서 진 토머스는 이 시리즈의 조기 취소에 대한 자신의 이론을 제시했다.
나이트 너스는 체리 에임스, 수 바턴, 낸시 드루와 같은 책 시리즈를 읽는 젊은 소녀 독자층을 위한 만화책을 만들려는 시도였다. 아마도 만화책 형식은 그 그룹에 어필하지 못했을 것이다. 또한 배포나 전시가 어려웠을 수도 있다. 로맨스 만화와 함께 두기에는 너무 진지했지만 슈퍼히어로 만화와 함께 두기에는 남성 액션 지향적이지 않아, 유감스럽게도 낮은 판매량으로 인해 취소되었다.

린다 카터는 데어데블 vol. 2, #58 (2004년 5월)에 부상당한 슈퍼히어로들을 돕는 의료 전문가로 다시 등장했다. 이 호는 브라이언 마이클 벤디스가 쓰고 알렉스 말레프가 그렸다. 맷 머독 / 데어데블은 그녀를 "근무 중에 약간 다친... 의상을 입은 사람들에게... 동정적인... 밤 간호사"라고 언급했다.
나이트 너스 공동 주연 크리스틴 팔머는 나이트크롤러 (마블 코믹스) vol. 3, #1 (2004년 9월)에 다시 등장했다. 시리즈 작가 로베르토 아기레사카사는 나이트 너스의 "열렬한 팬"이었으며, 자신의 첫 번째 나이트크롤러 이야기가 병원에서 진행될 것이라는 것을 깨달았을 때 이 캐릭터를 다시 데려왔다고 설명했다.
원샷 이슈인 나이트 너스 vol. 2, #1 (2015년 7월)은 1970년대 시리즈의 4개 이슈와 데어데블 vol. 2, #80 (2006년 2월)을 재인쇄했다.
나이트 너스 이전에 작가 겸 편집자 스탠 리와 알 하틀리는 마블의 1950년대 전신인 아틀라스 코믹스를 위해 린다 카터, 스튜던트 너스 시리즈를 만들었다. 이 시리즈는 9호까지 발행되었다 (1961년 9월 ~ 1963년 1월).

## 캐릭터
세 룸메이트는 처음에는 서로 다투지만, 곧 공동의 외로움으로 유대감을 형성하고 가장 친한 친구가 된다. 원래 세 간호사 중 누구도 "나이트 너스"라는 명칭을 사용하지 않았지만, 나이트 너스 #1의 "다음 호" 상자에는 "린다 카터, 나이트 너스의 더 진실된 모험!"이라고 약속되어 있다.

### 린다 카터
린다 카터는 앨런타운, 뉴욕의 의사 딸이다. 뉴욕으로 이주하여 룸메이트인 크리스틴 팔머, 조지아 젱킨스와 함께 살게 된 후, 그녀는 부유한 사업가 마샬 마이클스를 만나 사랑에 빠진다. 그가 그녀에게 그와 결혼하거나 메트로 종합 병원에 간호사로 남는 것 중 하나를 선택하라고 강요하자, 그녀는 자신의 경력을 선택한다. 시리즈의 다음 두 호에서 린다는 자신의 기술이 간호 실습에만 국한되지 않는다는 것을 보여준다. 그녀는 무능한 외과 의사를 폭로하는 데 도움을 주고, 암살자가 환자를 살해하는 것을 막기 위해 탐정 업무를 수행한다. 시리즈가 취소될 무렵, 그녀는 젊은 레지던트 의사 잭 트라이온 박사와 싹트기 시작하는 로맨스를 시작했다. 팔머는 나이트 너스 #4의 주인공이며, 카터는 한 패널 카메오로 등장하고 젱킨스는 전혀 등장하지 않는다.
카터는 데어데블 (vol. 2) #58 (2004년 5월)에 다시 등장하여 야쿠자에게 패배한 후 심각한 부상을 입은 영웅을 돌본다. 슈퍼히어로에게 구조된 후 초인적 공동체에 보답하기 위해 영웅들의 건강을 돌보며 종종 프로 보노로 의료 서비스를 제공하는 그녀는 루크 케이지와 아이언 피스트를 포함한 슈퍼히어로들이 비공식적인 의료 서비스를 위해 찾는 캐릭터가 된다. 정부 등록에 대한 슈퍼히어로 "시빌 워" 동안, 나이트 너스는 캡틴 아메리카 편에 서서 등록 법안에 반대하고 그의 저항 그룹에 합류한다. 그녀는 시빌 워 #2 (2006년 8월)에서는 알아보기 어렵지만, 편집자 톰 브리보어트는 그녀가 새로운 본부에서 영 어벤저스 팀을 환영하는 카터라고 말했다. 카터는 5부작 미니시리즈 닥터 스트레인지: 서약 (2006년 12월 ~ 2007년 4월)에서 닥터 스트레인지와 팀을 이룬다. 결국 카터와 스트레인지는 관계를 맺지만 나중에 헤어진다.
카터는 이후 스크럴 침공 동안 변신 외계인 스크럴에게 심각한 부상을 입은 닌자 암살자 엘렉트라를 치료했다. 엘렉트라가 새로 결성된 H.A.M.M.E.R.에 의해 감금된 후, 카터와 엘렉트라는 유대감을 형성한다. 나중에 오랜 환자였던 스파이더우먼 (제시카 드루)는 카터의 진료실을 방문하는데, 이때는 아이언맨의 일부에 접근할 수 있게 되었다.

### 조지아 젱킨스
조지아 젱킨스는 메트로 종합 병원에서 몇 블록 떨어진 빈민가 출신의 아프리카계 미국인 간호사이다. 그녀는 쉬는 날에 옛 동네 사람들에게 무료 의료 서비스를 제공한다. 그녀는 오빠 벤이 병원 발전기를 거의 폭파할 뻔한 사기를 당했다는 것을 알게 된다. 벤은 마음을 바꿔 간호사들을 보호하려다 총에 맞았음에도 불구하고, 조지아는 3호에서 벤이 10~20년의 징역형을 선고받았다는 것을 알게 된다. 그녀는 강력한 마피아 범죄자들이 자유롭게 돌아다니는 사실과 벤의 가혹한 형량을 분노하며 비교한다.

### 크리스틴 팔머
크리스틴 팔머는 아버지의 뜻에 반하여 "중서부의 고급 교외"에 있는 집을 떠나 "아버지의 돈 없이 새로운 삶을 살기" 위해 떠난다. 2호에서 그녀의 아버지는 그녀를 다시 상류층 생활로 돌아오도록 설득하기 위해 뉴욕으로 와서 "추수감사절까지 집에 돌아오지 않으면 아예 돌아오지 마라!"고 위협한다. 그녀는 아버지의 제안을 고려하지만 뉴욕에 머물기로 결정하고 윌리엄 서튼 박사의 외과 간호사가 된다. 서튼 박사의 경력이 재앙으로 끝나자, 그녀는 뉴욕과 친구들을 뒤로하고 전국을 여행하며 으스스한 저택에서 하반신 마비 환자의 개인 간호사로 일자리를 찾는다. 그러나 이 특정 직위는 오래 가지 못한다. 팔머는 메트로폴리탄 종합 병원으로 돌아가서 스톰 (마블 코믹스)과 나이트크롤러 (마블 코믹스)를 처음 만난다. 나이트크롤러 시리즈에서는 그녀의 어머니가 투손에 살고 있음이 밝혀진다.

## 다른 매체

### 마블 시네마틱 유니버스
- 크리스틴 팔머는 마블 시네마틱 유니버스 (MCU)를 배경으로 한 미디어에 출연하며, 레이첼 맥아담스가 연기한다.[23][24][25] 이 버전은 스티븐 스트레인지의 동료 외과 의사이자 전 여자친구이며 조력자로, (린다 카터의 요소를 포함하여) 실사 영화 닥터 스트레인지 (2016년 영화)(2016)와 닥터 스트레인지: 대혼돈의 멀티버스(2022)에 등장한다. 또한 맥아담스는 후자의 영화에서 빨간 머리의 대체 시간선 버전의 팔머를 연기하고,[26] 디즈니+ 애니메이션 시리즈인 왓 이프...?에서 별도의 변종 목소리를 연기한다.[27]
- 린다 카터와 나이트 너스 시리즈의 요소는 간호사이자 루크 케이지의 연인인 만화책 캐릭터 클레어 템플과 융합되어 로사리오 도슨이 연기하는 MCU 캐릭터 간호사 클레어 템플 (마블 시네마틱 유니버스)이 탄생했다.[28][29][30] 넷플릭스 시리즈 데어데블 (드라마)에 처음 등장했을 때, 시리즈 쇼러너 스티븐 S. 디나이트는 이 캐릭터가 원래 "만화의 실제 나이트 너스였을 것... 대본에 그녀의 이름이 있었는데, 마블 스튜디오가 MCU에서 그녀를 사용할 가능성이 있고 '나중에 그녀를 위한 계획이 있다'는 피드백이 와서, 더 잘 알려지지 않은 만화 캐릭터 클레어 템플로 변경해야 했다"고 언급했다.[31][13] 그는 나중에 "우리는 단지 나이트 너스와 매우 비슷한 다른 캐릭터로 바꿨을 뿐이다"라고 덧붙였다.[13] 템플은 또한 제시카 존스 (드라마),[32] 루크 케이지 (드라마),[33][34][35] 아이언 피스트 (드라마), 그리고 디펜더스 (드라마)에도 등장한다.[36][37]

### 비디오 게임
이름이 밝혀지지 않은 나이트 너스는 마블 스트라이크 포스에서 잠금 해제 가능한 캐릭터로 등장한다. 이 버전은 피하 주사 바늘을 발사하는 총으로 무장하고 있다.